# Arenig Fawr
Arenig Fawr är ett berg i Storbritannien.   Det ligger i kommunen Gwynedd och riksdelen Wales, i den södra delen av landet, 290 km nordväst om huvudstaden London. Toppen på Arenig Fawr är 854 meter över havet.
Terrängen runt Arenig Fawr är huvudsakligen kuperad, men åt nordväst är den platt.Runt Arenig Fawr är det ganska glesbefolkat, med 45 invånare per kvadratkilometer. Närmaste större samhälle är Blaenau-Ffestiniog, 15,4 km nordväst om Arenig Fawr. Trakten runt Arenig Fawr består i huvudsak av gräsmarker.